# Tachoires
Tachoires é uma comuna francesa na região administrativa de Occitânia, no departamento de Gers. Estende-se por uma área de 9,61 km². Em 2010 a comuna tinha 99 habitantes (densidade: 10,3 hab./km²).